# فيراري 612 سكاجليتي
فيراري 612 سكاجليتي (بالإيطالية: Ferrari 612 Scaglietti) ، هي سيارة رياضية أنتجها شركة فيراري، وصدرت عام 2001 ، وتوقفت عام 2011م، وقد صمم السيارة المهندس الأمريكي فرانك ستيفينسون.

## وصلات خارجية
- Ferrari 612 Scaglietti in police livery for Ferrari's 60th Anniversary relay
- Special 30th Anniversary edition for Japan نسخة محفوظة 26 ديسمبر 2008 على موقع واي باك مشين.
- Ferrari 60th Anniversary Version نسخة محفوظة 26 ديسمبر 2008 على موقع واي باك مشين.